# Sigela sodis
Sigela sodis là một loài bướm đêm trong họ Erebidae.